# Waco CG-4
Waco CG-4 Haig (britské označení Hadrian Mk.I) byl americký vzpěrový hornoplošný transportní kluzák smíšené konstrukce z druhé světové války.

## Vznik a vývoj
Počátky jeho vývoje spadají do roku 1941, kdy byl dán US Army Air Corps požadavek na tento typ letadla. Byly zhotoveny plány na dva typy - CG-3 (osmimístného) a CG-4 (patnáctimístného). První ze dvou prototypů XCG-4 vzlétl v květnu roku 1942 a ještě téhož roku se začal dodávat americkým jednotkám pod označením CG-4A. 
Dalším vývojem typu vznikla verze CG-4B. Prototyp vyrobený firmou Timm Aircraft z Kalifornie měl celodřevěnou kostru na rozdíl od trubkového trupu CG-4A. Do roku 1944 bylo vyrobeno neuvěřitelných 13 903 kluzáků všech obměn. Několik strojů bylo mezi lety 1943-1945 osazeno pomocnými motory Franklin 6AC-298-N3 o výkonu 2x95 kW, či motory L-440-1 o stejném výkonu. Kluzáky byly zpravidla taženy dopravními letouny Douglas C-47 Skytrain nebo Curtiss C-46 Commando. Byly používány při výsadkových operacích v různých částech světa, v Evropě i v Pacifiku. US Navy zakoupilo od USAF 13 kluzáků CG-4A, které jako cvičné používalo pod označením LRW-1.
Několik strojů užívala po druhé světové válce i Československá armáda pod označením NK-4.

## Specifikace (CG-4A)

Třípohledový nákres CG-4A

Údaje dle

### Technické údaje
- Osádka:
- Kapacita:
- Rozpětí: 25,50 m
- Délka: 14,73 m
- Výška: 3,84 m
- Nosná plocha: 79,15 m²
- Hmotnost prázdného stroje: 1680 kg
- Max. vzletová hmotnost: 3405 kg

### Výkony
- Rychlost aerovleku: 240 km/h
- Klouzavá rychlost: 193 km/h
- Klouzavost: 6 až 15